# Liste der Kulturdenkmäler in Laubach (Eifel)
In der Liste der Kulturdenkmäler in Laubach sind alle Kulturdenkmäler der rheinland-pfälzischen Ortsgemeinde Laubach aufgeführt. Grundlage ist die Denkmalliste des Landes Rheinland-Pfalz (Stand: 21. September 2023).

## Denkmalzonen
| Bezeichnung                                                         | Lage                   | Baujahr | Beschreibung | Bild                           |
| ------------------------------------------------------------------- | ---------------------- | ------- | --- | ------------------------------ |
| Denkmalzone „Bereich Schieferabbau und -verarbeitung Kaulenbachtal“ | südlich des Ortes Lage | ab 1695 | 1695 bis 1959 betriebene Anlage mit Gruben, Stollen, Abraumhalde und Betriebsgebäude (teilweise auf den Gemarkungen von Leienkaul und Müllenbach) | weitere Bilder Fotos hochladen |

## Einzeldenkmäler
| Bezeichnung    | Lage                                                        | Baujahr         | Beschreibung                                                    | Bild |
| -------------- | ----------------------------------------------------------- | --------------- | --------------------------------------------------------------- | ---- |
| Schulhaus      | Hohlweg 2 Lage                                              | 1842            | Putzbau, traufständiger Teil 1842, giebelständiger Teil um 1900 | BW   |
| Wasserbehälter | südöstlich des Ortes an der K 14 Richtung Breitenbruch Lage | 1915            | Buckelquaderkubus, bezeichnet 1915                              | BW   |
| Wegekreuz      | südöstlich des Ortes an der K 14 Richtung Breitenbruch Lage | 17. Jahrhundert | Wegekreuz, Basalt, 17. Jahrhundert (?)                          | BW   |